# Gap
För andra betydelser, se Gap (olika betydelser).
Gap är en kommun i departementet Hautes-Alpes i regionen Provence-Alpes-Côte d'Azur i sydöstra Frankrike. Kommunen ligger Chef-lieu för sex kantoner i arrondissementet Gap. År 2022 hade Gap 40 656 invånare.

## Historia
Staden grundades av galler men intogs år 14 f.Kr.  den romerske kejsaren Augustus som döpte om den till Vapincum. Gap annekterades av den franska kronan 1512.
När Napoleon I lämnade Elba i februari 1815 nådde han Gap den 15 mars med 40 ryttare och 10 grenadjärer och lät trycka tusen kopior av sin proklamation. När han lämnade staden åtföljdes han av hela dess befolkning.

## Befolkningsutveckling
Antalet invånare i kommunen Gap
Referens:INSEE